# Lastènia de Mantinea
Lastènia de Mantinea (grec antic: Λασθενεία, Lasthenéia), va ser una filòsofa grega del segle iv aC deixeble de Plató. Es deia que tenia gran intel·ligència, i Plató no volia començar les seves classes sense que ella hi fos.
Originària de Mantinea, va ser una de les dues primeres dones que van formar part de l'Acadèmia. L'altra era Axiotea de Fliunt, de la que es diu que es vestia d'home per assistir a les reunions. Un papir trobat a Oxirrinc (Egipte) esmenta una dona no identificada que havia estudiat successivament amb Plató, Espeusip i Menedem d'Erètria. Aquest fragment explica que "en la seva jovenesa, era ben bonica i plena d'una gràcia no gens estudiada". Aquesta noia havia de ser, indubtablement, o bé Axiòtea o bé Lastènia. Totes dues procedien del Peloponnès. D'Axiòtea se sap que havia llegit La República de Plató i després havia viatjat a Atenes per assistir a les seves classes. Lastènia sembla que va ser amant del seu mestre Espeusip, el nebot de Plató. Dionís, tirà de Siracusa, en unes cartes dirigides a Espeusip, li retreu la seva inclinació pels plaers i la seva avarícia, a més dels seus amors amb Lastènia, a la que qualifica d'hetera.